# Toronto Star
Toronto Star, også blot kendt som The Star, er en canadisk avis, der blev grundlagt i 1892.
Selv om den næsten kun distribueres i Ontario, er den landets største avis med et oplag på 436.694 på hverdage og 634.886 på lørdage. Avisen ejes af mediekoncernen Torstar. Politisk er avisen liberal og støtter således Liberal Party of Canada.